# Zemst
Zemst è un comune belga di 21 553 abitanti nelle Fiandre (Brabante Fiammingo).